# American Soccer League
American Soccer League è stato il nome utilizzato da quattro differenti leghe calcistiche professionistiche degli Stati Uniti.
La prima American Soccer League fu fondata nel 1921 da un'unione di squadre provenienti dalla National Association Football League e dalla Southern New England Soccer League. Per diversi anni fu la seconda più popolare lega sportiva professionistica del Paese. Controversie con la United States Football Association e l'inizio della Grande depressione nel 1929 portarono al collasso della lega nella primavera del 1933.
Quell'estate, fu creata su scala ridotta e con budget inferiori la seconda American Soccer League. Questa lega esistette fino a quando la crescita eccessiva e delle limitazioni finanziarie portarono al suo collasso nel 1983.
Nel 1988, la terza American Soccer League fu istituita come una controparte sulla costa orientale della Western Soccer Alliance, radicata sul lato opposto. La terza replica della ASL durò solo due stagioni, fondendosi con la WSA nel 1990 per formare l'American Professional Soccer League.
La nuova American Soccer League rinasce nel 2013 e inizia le proprie attività agonistiche nell'agosto 2014, per poi cessare ogni attività nel 2017.

## ASL I
L'American Soccer League attiva tra il 1921 e il 1933 è stato il primo significativo campionato di calcio professionale nel Stati Uniti. La lega operò principalmente nel nord degli Stati Uniti soprattutto nella zona metropolitana di New York, Boston e Pennsylvania.
L'ASL fu creata dalla fusione della National Association Football League (NAFBL) e dalla Southern New England Soccer League nel 1921. La cattiva gestione del NAFBL portò la United States Football Association (USFA) a creare un unico campionato prima divisione.
Il campionato fu ravvivato da giocatori sia nazionali che stranieri, in particolare dalla Scozia e Inghilterra. Tuttavia questo portò una immagine del calcio come uno sport controllato da stranieri relegandolo a posizione di un campionato minore su base etnica. La lega venne anche profondamente danneggiata dalla Grande depressione del 1929, che gradualmente la portò alla chiusura e poi alla successiva rifondazione nel 1933.

### Albo d'oro
| Anno         | Vincitore (numero di titoli) | Finalista/2º classificato | Cannoniere                                                             | Goal |
| ------------ | ---------------------------- | ------------------------- | ---------------------------------------------------------------------- | ---- |
| 1921-22      | Philadelphia F.C. (1)        | New York S.C.             | Harold Brittan (Philadelphia Field Club)                               | 24   |
| 1922-23      | J&P Coats (1)                | Bethlehem Steel           | Daniel McNiven (Bethlehem Steel)                                       | 28   |
| 1923-24      | Fall River (1)               | Bethlehem Steel           | Archie Stark (New York Field Club)                                     | 21   |
| 1924-25      | Fall River (2)               | Bethlehem Steel           | Archie Stark (Bethlehem Steel)                                         | 67   |
| 1925-26      | Fall River (3)               | N. Bedford Whalers        | Andy Stevens (New Bedford Whalers)                                     | 44   |
| 1926-27      | Bethlehem Steel (1)          | Boston S.C.               | Davey Brown (New York Giants)                                          | 52   |
| 1927-28      | Boston S.C. (1)              | N. Bedford Whalers        | Andy Stevens (New Bedford Whalers)                                     | 30   |
| 1928-29      | Fall River (4)               | Brooklyn Wanderers        | Werner Nilsen (Boston Soccer Club) János Nehadoma (Brooklyn Wanderers) | 43   |
| Autunno 1929 | Fall River (5)               | Gold Bugs                 | Bill Paterson (Providence Gold Bugs)                                   | 27   |
| 1930         | Fall River (6)               | N. Bedford Whalers        | Jerry Best (New Bedford Whalers)                                       | 52   |
| 1931         | N.Y. Giants (1)              | N. Bedford Whalers        | Bob McIntyre (Pawtucket Rangers)                                       | 38   |
| 1932         | N. Bedford Whalers (1)       | Hakoah All-Stars          | Bert Patenaude (New York Giants)                                       | 24   |
| 1932-33      | Fall River (1)               | Pawtucket Rangers         | sconosciuto                                                            | ?    |

## ASL II
Nell'autunno del 1933 la American Soccer League fu rifondata restando attiva fino al 1983. Come l'ASL precedente questo campionato operò principalmente nel nordest degli Stati Uniti per gran parte della sua attività e sempre con la presenza numerosa di club etnici.
Al fine di competere con la North American Soccer League, la lega programmò di espandersi in scala nazionale e nel 1976 raggiunse nuovi accordi con città metropolitane degli Stati Uniti occidentali con l'aggiunta di squadre a Los Angeles, Oakland, Sacramento, Salt Lake City e Tacoma. Nel 1975 ingaggiò come massimo amministratore Bob Cousy, ex giocatore di pallacanestro della NBA. La quota di ampliamento dell'ASL, pari a 80.000 dollari, era bassa rispetto a quella a sei cifre della NASL dell'epoca. Anche i bassi stipendi e i costi generali dell'ASL erano allettanti per i proprietari delle nuove franchigie. La nuova programmazione per rimanere competitivi verso la lega maggiore della NASL comportò un cambiamento, voluto dall'inglese Ron Newman, anche nei sistemi valutazione della classifica come un nuovo punteggio, chiamato per l'appunto "Newman System", che fu recepito dalla NASL (5 punti per una vittoria, 2 punti per un pareggio, e 1 punto per ogni gol fino ad un massimo di 3 per partita).
La lega impose anche un limite al numero di giocatori stranieri che ogni squadra avrebbe potuto tesserare nel tentativo di guadagnare popolarità tra i fan americani attraverso giocatori locali o statunitensi evitando l'errore della lega precedente.
Le formazioni della ASL comunque non potevano competere finanziariamente con quelle della NASL, ed in rare occasioni un team della ASL poteva competere con una squadra NASL. Nel 1979 la partecipazione ed il coinvolgimento venne meno e ogni squadra incominciò ad avere perdite finanziarie che condusse la lega alla chiusura nel 1983. Le sue squadre formarono successivamente la United Soccer League attiva tra 1984 e 1985.

### Albo d'oro
| Anno    | Vincitore (numero di titoli)           | Finalista               | Cannoniere                                                                      | MVP                                       |
| ------- | -------------------------------------- | ----------------------- | ------------------------------------------------------------------------------- | ----------------------------------------- |
| 1933-34 | Kearny Irish (1)                       | N.Y. Americans          | Archie Stark (Kearny Irish) Henry Carroll (Kearny Scots)                        | Non assegnato                             |
| 1934-35 | German-Americans (1)                   | N.Y. Americans          | Millard Lang (Baltimore Canton)                                                 | Non assegnato                             |
| 1935-36 | N.Y. Americans (1)                     | Baltimore Canton        | Alex Rae (Newark Germans)                                                       | Non assegnato                             |
| 1936-37 | Kearny Scots (1)                       | Brooklyn Hispano        | Charlie Ernst (Baltimore SC)                                                    | Non assegnato                             |
| 1937-38 | Kearny Scots (2)                       | St. Mary's Celtic       | Fabri Salcedo (Brooklyn Hispano)                                                | Non assegnato                             |
| 1938-39 | Kearny Scots (3)                       | German-Americans        | Bert Patenaude (Philadelphia Passon)                                            | Non assegnato                             |
| 1939-40 | Kearny Scots (4)                       | Baltimore S.C.          | Charlie Ernst (Baltimore SC)                                                    | Non assegnato                             |
| 1940-41 | Kearny Scots (5)                       | German-Americans        | Fabri Salcedo (Brooklyn Hispano)                                                | Non assegnato                             |
| 1941-42 | Philadelphia Americans (2)             | Brookhattan             | John Nanoski (Brooklyn St. Mary's Celtic)                                       | Non assegnato                             |
| 1942-43 | Brooklyn Hispano (1)                   | Brookhattan             | Chappie Sheppell (Kearny Irish)                                                 | Non assegnato                             |
| 1943-44 | Philadelphia Americans (3)             | Brooklyn Wanderers      | Tommy Marshall (Brooklyn Wanderers)                                             | Non assegnato                             |
| 1944-45 | Brookhattan (1)                        | Philadelphia Americans  | John Nanoski (Philadelphia Americans)                                           | Steve Rozbora (Brookhattan)               |
| 1945-46 | Baltimore Americans (1)                | Brooklyn Hispano        | Fabri Salcedo (Brooklyn Hispano)                                                | Ray McFaul (Baltimore Americans)          |
| 1946-47 | Philadelphia Americans (4)             | Brooklyn Wanderers      | Bill Fisher (Brooklyn Wanderers)                                                | Servile Mervine (Philadelphia Americans)  |
| 1947-48 | Philadelphia Americans (5)             | Kearny Scots            | Nicholas Kropfelder (Baltimore Americans)                                       | John O'Connell (N.Y. Americans)           |
| 1948-49 | Philadelphia Nationals (1)             | N.Y. Americans          | Pito Villanon (Brookhattan)                                                     | John O'Connell (N.Y. Americans)           |
| 1949-50 | Philadelphia Nationals (2)             | Kearny Celtic           | Joe Gaetjens (Brookhattan)                                                      | Joe Maca (Brooklyn Hispano)               |
| 1950-51 | Philadelphia Nationals (3)             | Kearny Celtic           | Nicholas Kropfelder (Philadelphia Nationals)                                    | John Donald (Kearny Scots)                |
| 1951-52 | Philadelphia Americans (6)             | Kearny Scots            | Dick Roberts (Kearny Scots)                                                     | Benny McLaughlin (Philadelphia Nationals) |
| 1952-53 | Philadelphia Nationals (4)             | Newark Portuguese       | Pito Villanon (Brookhattan)                                                     | Non assegnato                             |
| 1953-54 | N.Y. Americans (2)                     | Brookhattan             | Jack Calder (Newark Portuguese)                                                 | Cyril Hannaby (Baltimore Rockets)         |
| 1954-55 | Uhrik Truckers (7)                     | Brooklyn Hispano        | Jack Ferris (Uhrik Truckers)                                                    | Jack Ferris (Uhrik Truckers)              |
| 1955-56 | Uhrik Truckers (8)                     | Elizabeth Falcons       | Gene Grabowski (Elizabeth Falcons)                                              | Jack Hynes (N.Y. Americans)               |
| 1956-57 | N.Y. Hakoah-Americans (1)              | Uhrik Truckers          | George Brown (Elizabeth Falcons)                                                | John Oliver (Uhrik Truckers)              |
| 1957-58 | N.Y. Hakoah-Americans (2)              | Ukrainian Nationals     | Lloyd Monsen (N.Y. Hakoah-Americans)                                            | Walter Kudenko (Ukrainian Nationals)      |
| 1958-59 | N.Y. Hakoah-Americans (3)              | Ukrainian Nationals     | Pasquale Pepe (Newark Portuguese)                                               | Yuriy Kulishenko (Ukrainian Nationals)    |
| 1959-60 | Colombo (1)                            | New York Hakoah         | Mike Noha (Ukrainian Nationals)                                                 | Andy Racz (Ukrainian Nationals)           |
| 1960-61 | Ukrainian Nationals (1)                | Newark Falcons          | Herman Niss (Ukrainian Nationals)                                               | Mike Noha (Ukrainian Nationals)           |
| 1961-62 | Ukrainian Nationals (2)                | Inter-Brooklyn Italians | Peter Millar (Inter-Brooklyn Italians)                                          | Peter Millar (Inter-Brooklyn Italians)    |
| 1962-63 | Ukrainian Nationals (3)                | Inter Soccer Club       | Ismael Ferreyra (Ukrainian Nationals)                                           | Peter Millar (Inter-Brooklyn Italians)    |
| 1963-64 | Ukrainian Nationals (4)                | Boston Metros           | Walter Chyzowych (Ukrainian Nationals)                                          | Abbie Wolanow (N.Y. Americans)            |
| 1964-65 | Hartford S.C. (1)                      | Newark Portuguese       | Herculiano Riguerdo (Newark Portuguese)                                         | Alberto Falak (Roma Sc)                   |
| 1965-66 | Roma S.C. (1)                          | Newark Ukrainian Sitch  | Walter Chyzowych (Newark Ukrainian Sitch)                                       | Walter Chyzowych (Newark Ukrainian Sitch) |
| 1966-67 | Baltimore St. Gerard's (1)             | Newark Ukrainian Sitch  | Jorge Benítez (Ukrainian Nationals)                                             | Myron Worobec (Newark Ukrainian Sitch)    |
| 1967-68 | Ukrainian Nationals (5)                | New York Inter          | Ivan Paleto (Ukrainian Nationals)                                               | Robert Waugh (N.Y. Inter)                 |
| 1968    | Washington Darts (1)                   | Rochester Lancers       | Gerry Browne (Washington Darts)                                                 |                                           |
| 1969    | Washington Darts (2)                   | Syracuse Scorpions      | Jim Lefkos (Syracuse Scorpions)                                                 | Robert Waugh (N.Y. Inter)                 |
| 1970    | Philadelphia Ukrainians (6)            | Philadelphia Spartans   | Juan Paletta (Philadelphia Spartans) Wilberforce Mfum (Philadelphia Ukrainians) | Alberto Trik (Philadelphia Ukrainians)    |
| 1971    | New York Greeks (1)                    | Boston Astros           | Charles Duccilli (Philadelphia Spartans)                                        | Bob Hatzos (N.Y. Greek Americans)         |
| 1972    | Cincinnati Comets (1)                  | New York Greeks         | Charles Duccilli (Philadelphia Spartans)                                        | Ringo Cantillo (Cincinnati Comets)        |
| 1973    | New York Apollo (2)                    | Cincinnati Comets       | Eddy Roberts (Cincinnati Comets)                                                | Helio Barbosa (Boston Astros)             |
| 1974    | R.I. Oceaneers (1)                     | New York Apollo         | Ringo Cantillo (Cincinnati Comets)                                              | Ringo Cantillo (Cincinnati Comets)        |
| 1975    | New York Apollo (3), Boston Astros (1) | co-vincitori            | Jose Franca "Neto" (Boston Astros)                                              | Jose Franca "Neto" (Boston Astros)        |
| 1976    | L.A. Skyhawks (1)                      | New York Apollo         | Jim Hinch (L.A. Skyhawks)                                                       | Jim Hinch (L.A. Skyhawks)                 |
| 1977    | N.J. Americans (1)                     | Sacramento Spirits      | Jose Franca "Neto" (N.J. Americans)                                             | Ringo Cantillo (N.J. Americans)           |
| 1978    | New York Apollo (4)                    | L.A. Skyhawks           | Jim Rolland (L.A. Skyhawks)                                                     | Jim Rolland (L.A. Skyhawks)               |
| 1979    | Sacramento Gold (1)                    | Columbus Magic          | Ian Filby (Sacramento Gold)                                                     | Poli Garcia (California Sunshine)         |
| 1980    | Pennsylvania Stoners (1)               | Sacramento Gold         | Mal Roche (Golden Gates Gales)                                                  | George Gorleku (Pennsylvania Stoners)     |
| 1981    | Carolina Lightnin' (1)                 | New York Utd            | Billy Boljevic (N.Y. Eagles)                                                    | Billy Boljevic (N.Y. Eagles)              |
| 1982    | Detroit Express (1)                    | Oklahoma City Slickers  | Brian Tinnion (Detroit Express)                                                 | Brian Tinnion (Detroit Express)           |
| 1983    | Jacksonville Tea Men (1)               | Pennsylvania Stoners    | Jeff Bourne (Dallas Americans)                                                  | Peter Simonini (Jacksonville Tea Men)     |

## ASL III
Nel 1988 s'ebbe la terza edizione della American Soccer League è stato creato come una controparte delle formazioni della East Coast verso quelli della West Coast che gareggiavano nella Western Soccer Alliance.
La terza lega della ASL durò solo due stagioni per poi fondersi con il WSA nel 1990 per formare la American Professional Soccer League.
Il campionato comprese dieci squadre della East Coast: Albany Capitals (1988–89), Boston Bolts (1988–89), Fort Lauderdale Strikers (1988–89), Maryland Bays (1988–89), Miami Sharks (1988–89). New Jersey Eagles (1988–89), Orlando Lions (1988–89), Tampa Bay Rowdies (1988–89), Washington Diplomats (1988–89), Washington Stars (1988–89).

### Albo d'oro
| Anno | Vincitore (numero di titoli) | Finalista               | Cannoniere                                                             |
| ---- | ---------------------------- | ----------------------- | ---------------------------------------------------------------------- |
| 1988 | Washington Diplomats (1)     | Ft. Lauderdale Strikers | Jorge Acosta (N.J. Eagles)                                             |
| 1989 | Ft. Lauderdale Strikers (1)  | Boston Bolts            | Ricardo Alonso (Ft. Lauderdale Strikers) Mirko Castillo (Miami Sharks) |

## ASL IV
L'American Soccer League rinasce nell'agosto 2014 coinvolgendo inizialmente formazioni nel nordest degli Stati Uniti con l'espansione in altre aree previste in futuro.
La American Professional Soccer (APS) emanatrice della nuova ASL aveva l'obiettivo di raggiungere lo status di terzo livello nella piramide calcistica statunitense, ma inizialmente si è affiliata alla United States Adult Soccer Association (USASA).
Il campionato comprende o ha compreso le seguenti squadre: AC Crusaders, Icon FC, Ironbound Soul SC (New Jersey), Evergreen Diplomats, Maryland SGFC Eagles (Maryland), Mass United FC, Western Mass Pioneers, New England FC (Massachusetts), Rhode Island Oceaneers (Rhode Island), Philadelphia Fury, AFC Lancaster Lions, Philadelphia Atoms SC (Pennsylvania), Atlanta Futuro FC (Georgia), Long Island Express FC (New York), Virginia FC (Virginia), New Hampshire Bobcats FC (New Hampshire), Connecticut United FC (Connecticut).

### Albo d'oro
| Anno    | Vincitore (numero di titoli) | Finalista             | Cannoniere          |
| ------- | ---------------------------- | --------------------- | ------------------- |
| 2014-15 | Icon FC (1)                  | Western Mass Pioneers | Marcatore (squadra) |
| 2016    | Long Island Express FC (1)   | Philadelphia Fury     | Marcatore (squadra) |
| 2017    | Philadelphia Fury (1)        | Mass United FC        | Marcatore (squadra) |